# South Bethlehem (Pennsylvania)
South Bethlehem  è una borough degli Stati Uniti d'America, nella contea di Armstrong nello Stato della Pennsylvania. Secondo il censimento del 2000 la popolazione è di 444 abitanti.

## Società

### Evoluzione demografica
La composizione etnica vede una prevalenza della razza bianca (99.32%) a discapito di quella afroamericana (0,68%), dati del 2000.
| borough di South Bethlehem Popolazione |     |
| 2000                                   | 444 |
| Stima al 2009                          | 405 |